# Megachile cinerea
Megachile cinerea là một loài ong thuộc họ Megachilidae. Loài này được Friese mô tả khoa học năm 1905.